# Alloxacis flavipes
Alloxacis flavipes là một loài bọ cánh cứng trong họ Oedemeridae. Loài này được Kono miêu tả khoa học năm 1937.